# Piroxenita

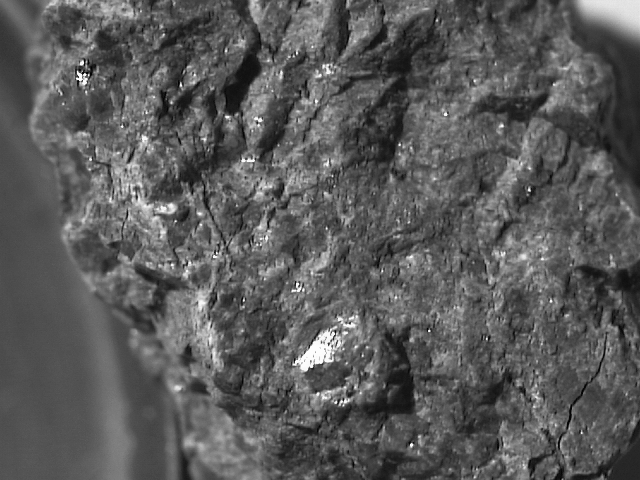
Una muestra de ortopyroxenita del meteorito ALH84001.

La piroxenita es una roca ígnea plutónica de color oscuro compuesta principalmente por piroxeno con cantidades menores de olivino, biotita y anfíbol.